# Noether Lecture
Die Noether Lecture ist eine jährliche Ehrung der Association for Women in Mathematics (AWM) in den USA für Frauen, die fundamentale und nachhaltige Beiträge zur Mathematik geleistet haben. Sie ist nach der deutschen Mathematikerin Emmy Noether (1882–1935) benannt und mit einer einstündigen Vorlesung verbunden, gehalten an den Joint Mathematics Meetings der American Mathematical Society (AMS) jeweils im Januar. Seit April 2013 ist die Noether Lecture umbenannt in „AWM-AMS Noether Lecture“; ab 2015 wird sie gemeinsam von der Association for Woman in Mathematics und der American Mathematical Society gefördert.
Es gibt auch eine ICM Emmy Noether Lecture.

## Preisträgerinnen
- 1980 F. Jessie MacWilliams
- 1981 Olga Taussky-Todd
- 1982 Julia Robinson
- 1983 Cathleen Synge Morawetz
- 1984 Mary Ellen Rudin
- 1985 Jane Cronin Scanlon
- 1986 Yvonne Choquet-Bruhat
- 1987 Joan Birman
- 1988 Karen Uhlenbeck
- 1989 Mary Wheeler
- 1990 Bhama Srinivasan
- 1991 Alexandra Bellow
- 1992 Nancy Kopell
- 1993 Linda Keen
- 1994 Olga Alexandrowna Ladyschenskaja
- 1994 Lesley Sibner
- 1995 Judith D. Sally
- 1996 Olga Olejnik
- 1997 Linda Preiss Rothschild
- 1998 Dusa McDuff
- 1998 Cathleen Synge Morawetz
- 1999 Krystyna Kuperberg
- 2000 Margaret H. Wright
- 2001 Sun-Yung Alice Chang
- 2002 Lenore Blum
- 2002 Hu Hesheng
- 2003 Jean Taylor
- 2004 Svetlana Katok
- 2005 Lai-Sang Young
- 2006 Ingrid Daubechies, Yvonne Choquet-Bruhat
- 2007 Karen Vogtmann
- 2008 Audrey Terras
- 2009 Fan Chung Graham
- 2010 Carolyn Gordon
- 2011 Susan Montgomery
- 2012 Barbara Keyfitz
- 2013 Raman Parimala
- 2014 Georgia Benkart
- 2015 Winnie Li
- 2016 Karen E. Smith
- 2017 Lisa Jeffrey
- 2018 Jill Pipher
- 2019 Bryna Kra
- 2020 Birgit Speh
- 2021 Andrea Bertozzi (abgesagt)[2]
- 2022 Marianna Csörnyei
- 2023 Laura DeMarco
- 2024 Anne Schilling
- 2025 Neena Gupta
- 2026 Monica Vişan